# Cardboard Vampyres
Cardboard Vampyres – amerykański cover band uformowany w 2004 roku przez gitarzystów Billy'ego Duffa (The Cult) oraz Jerry'ego Cantrella (Alice in Chains).
Skład cover bandu uzupełnili ponadto były wokalista Mötley Crüe oraz Ratt John Corabi, basista Chris Wyse oraz perkusista John Howser. Zespół był aktywny w latach 2004–2005. W tym czasie aktywnie koncertował głównie wzdłuż zachodniego wybrzeża Stanów Zjednoczonych. W swoim repertuarze koncertowym znajdowały się między innymi takie utwory jak „Love Removal Machine” z repertuaru The Cult czy „Would?”, „Man in the Box” Alice in Chains. Ponadto zespół często sięgał po covery takich wykonawców jak AC/DC, Aerosmith, Black Sabbath, Metallica czy The Stooges. W jednym z wywiadów Cantrell stwierdził: „Ten zespół to tak naprawdę dobra zabawa, gramy melodię przy których ludzie dorastali”. Również Bill Duffy wypowiedział się na temat działalności zespołu: „Tu nie chodzi o nagrywanie albumów czy singli. Muzyka mówi sama za siebie. Nie ma znaczenia kto napisał piosenki. Ten zespół to naturalna ewolucja, tworzymy coś zupełnie nowego”.
Zespół zadebiutował na koncercie Sweet Relief benefit w Los Angeles w kwietniu 2004 roku. Grupa zagrała w sumie kilkanaście koncertów, grając w klubach na zachodnim wybrzeżu. W 2005 zespół zakończył działalność. Jerry Cantrell powrócił do reaktywowanej grupy Alice in Chains, natomiast Duffy skupił się na zespole The Cult.

## Skład
- John Corabi – śpiew
- Billy Duff – gitara rytmiczna
- Jerry Cantrell – gitara prowadząca, śpiew, wokal wspierający
- Chris Wyse – gitara basowa
- John Howser – perkusja